# Дубровка (Дедовичский район)
Дубро́вка — деревня в Дедовичском районе Псковской области России. Входит в состав Пожеревицкой волости.
Расположена на западе района, в 12 км к западу от райцентра Дедовичи.

## Население
| 2001 | 2002 | 2010 |
| ---- | ---- | ---- |
| 306  | ↘276 | ↘207 |

Численность населения деревни по оценке на начало 2001 года составляла 306 жителей.

## История
До июня 2010 года деревня была административным центром ныне упразднённой Дубровской волости Дедовичского района.